# Ha'penny Bridge
Le Ha'penny Bridge (en irlandais Droichead na Leathphingine) est une passerelle au-dessus de la Liffey à Dublin construite en 1816.
Le pont est en fonte. Ses éléments ont été fabriqués à Coalbrookdale, dans le Shropshire.
À l’origine, la passerelle s’appelait Wellington Bridge (en hommage à Arthur Wellesly, 1er Duke de Wellington). Le nom fut ensuite change en Liffey Bridge. Liffey Bridge reste encore aujourd’hui le nom officiel de l’ouvrage, même si plus personne ne l’utilise vraiment.

## Histoire
Avant que le Ha'penny Bridge ne soit construit, il existait sept ferries, gérés par William Walsh, permettant contre péage de traverser la Liffey. Ces ferries étaient mal entretenus et Walsh fut contraint soit à les restaurer, soit  à construire un pont. Walsh choisit la seconde solution et fut autorisé en contrepartie à prélever un demi penny (Halfpenny) à chaque personne le traversant, et ce, pour une période de 100 ans. Initialement, la taxe ne fut pas indexée sur le coût de la construction, mais dans le but de compenser les pertes engendrées par l’arrêt des ferries. 
Le péage fut un temps augmenté à un penny et demi (Penny Ha'penny) puis totalement supprimé en 1919. Pendant le temps où le péage fut en activité, il existait un guichet à chaque extrémité.

## La rénovation

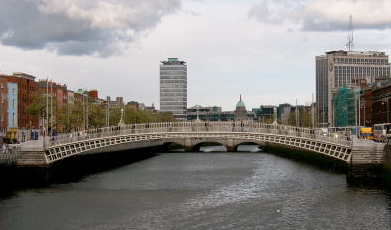
Ha'penny Bridge
Avec au loin le dôme de Custom House et Liberty Hall, le bâtiment le plus haut de Dublin

En 2001, le nombre moyen de personnes empruntant le pont quotidiennement était de 27 000 environ. Cette popularité obligea la municipalité de Dublin à engager des études sur la structure du pont et à commencer sa rénovation.
Le pont fut fermé pour travaux entre 2001 et 2003 et fut rouvert en ayant retrouvé sa couleur d’origine, le blanc. La structure fut restaurée en gardant autant que possible ses matériaux d’origine. Les travaux ont été faits par la société Harland and Wolff, la même qui au début du XXe siècle construisit le Titanic.